# Абатство Дендермонде
Вижте пояснителната страница за други значения на Дендермонде.
Абатство Дендермонде (на нидерландски: Abdij van Dendermonde, официално име – Sint-Pieter en Paulusabdij van Dendermonde) е бенедиктинско абатство, разположено в центъра (Vlasmarkt 23) на гр.Дендермонде, провинция Източна Фландрия, Северна Белгия.

## История
Абатството е основано през 1837 г. от Veremundus D'Haens, един от последните оцелели бенедиктински монаси от абатство Афлигем във Фламандски Брабант, който купува стар манастир на капуцините (1595 – 1797) в Дендермонде и се заселва там с група монаси.
През 1886 г. в помещенията на манастира са възстановени в готически стил, през 1891 г. е построена голяма библиотека.
През 1902 г., старата църква на капуцините е разрушена и на нейно място е издигната сегашната църква, посветена на Св. св. Петър и Павел, построена в готически стил по проект на архитекта Август Ван Аш.
През 1914 г. по време на Първата световна война, абатството е опустошено от пожар от войни. Всички манастирски сгради са в руини, но след края на войната започва голям ремонт на църквата и изграждане на новите абатски сгради, във фламандски ренесансов стил по проект на гентския архитект Валентин Ваервик. Първите две крила са открити през 1924 г., а другите две са завършена по-късно. Абатството отново е разширено през 1945 – 1947 г.
Днес абатството е действащ бенедиктински манастир с дванадесет монаси. За подпомагане своя поминък, монасите продават абатска бира Dendermonde Tripel, абатски ликьор Smaragdus и различни марки вина. Бирата и виното се продават в магазина на абатството. В религиозния център на абатството се продават и картички, свещи, икони, религиозни книги, компакт дискове и други религиозни предмети.

## Абати
- Maurus Lebeau (1888 – 1915)
- Adelardus Van der Meiren (1919 – 1933)
- Maurus Peleman (1935 – 1967)
- Filips De Cloedt (1967 – 1980)
- Roger De Coster (1980 – 2007) – emeritus.
- Gerard Van Malderen (2007 – )

## Абатска бираДендермонде
Абатската бира „Dendermonde Tripel“ се произвежда от 1997 г. от пивоварната Brouwerij De Block в Мерхтем, Белгия. Dendermonde Tripel e една от белгийските марки бира, които имат правото да носят логото „Призната белгийска абатска бира“ (Erkend Belgisch Abdijbier), обозначаващо спазването на стандартите на „Съюза на белгийските пивовари“ (Unie van de Belgische Brouwers).
„Дендермонде“ е тъмнокехлибарен трипъл ейл с вторична ферментация в бутилката, с плодов вкус и богат аромат на благороден белгийски хмел и подправки, с алкохолно съдържание 8.0 об.%.